# ولشهایم
ولشهایم (به فرانسوی: Wolschheim) یک کمون در فرانسه با جمعیت ۳۱۲ نفر است که در Canton of Saverne واقع شده‌است.